# كلينيك

شعار كلينيك

كلينيك (بالإنجليزية: Clinique) (تنطق: /klɪˈniːk/) هو الاسم التجاري لمجموعة مختبرات وللعلامة التجارية الأمريكية المصنعة لمنتجات العناية بالبشرة ومستحضرات التجميل ومواد التجميل والعطور الحاملة لنفس الاسم وعادة ما تباع منتجاتها في المتاجر الراقية لشركة Estée Lauder (إيستي لودر)، وهي شركة تابعة لشركات Estée Lauder (إيستي لودر) بحيث تملكها وتديرها بالكامل. اعتبارًا من عام 2019، لدى كلينيك أكثر من 22000 مستشار عميل حول العالم. 

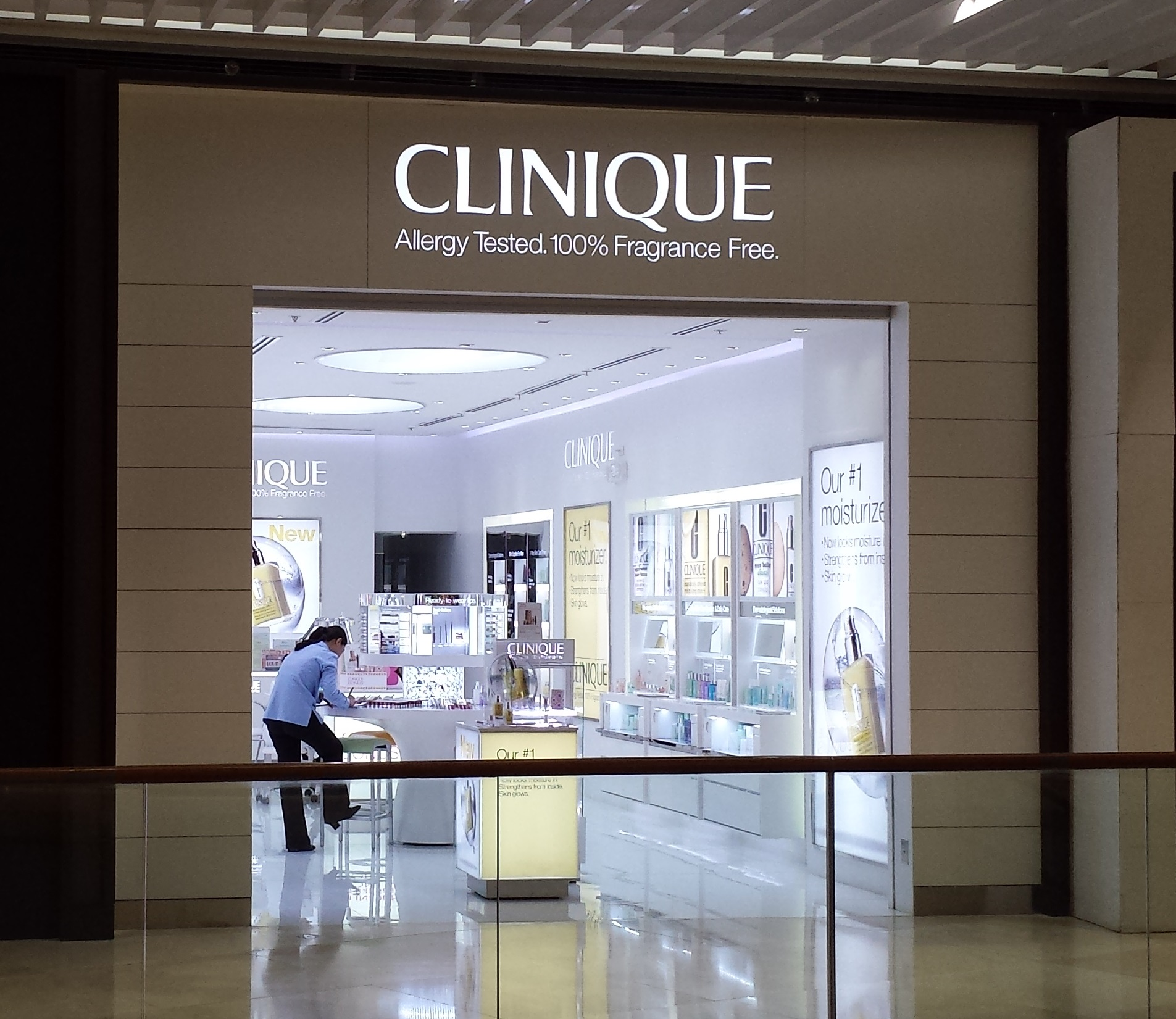
مختبرات كلينيك

## تاريخ كلينيك

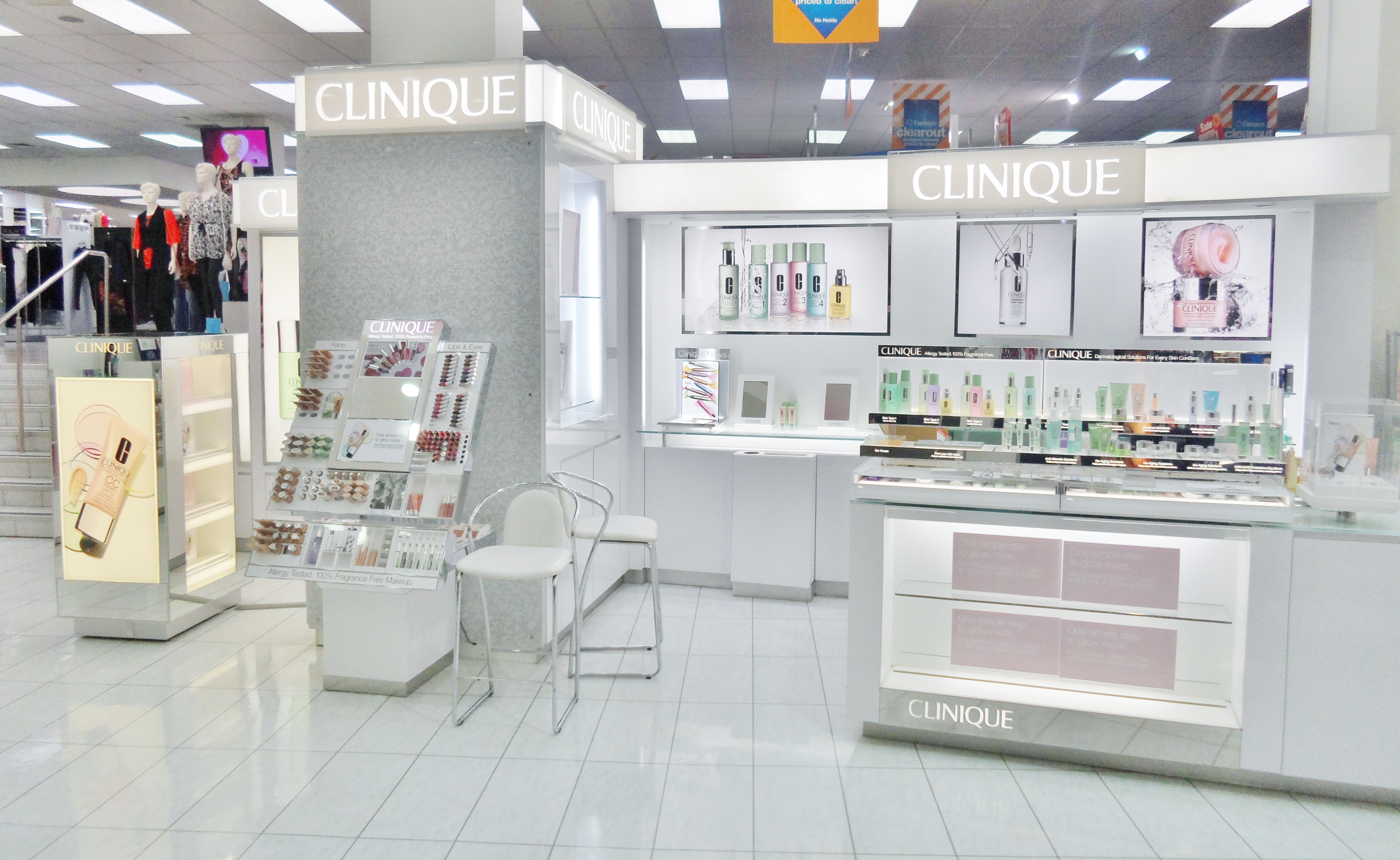
عداد Clinique في متجر Farmers متعدد الأقسام

في عام 1967، نشرت مجلة فوغ الأمريكية مقالة بعنوان "هل يمكن خلقُ بشرة رائعة؟"، كتبتها محررة قسم الجمال (كارول فيليبس) بالتعاون مع د. نورمان اورينتريك، ناقشت كارول في هذه المقالة أهمية روتين العناية بالبشرة. قرأت ايفيلين (وهي زوجة ابن السيدة أيستي) المقالة ولفتت نظر ايستي إليها. وتم في وقت لاحق توظيف كل من كارول فيليبس ود. نورمان اورينتريك للمساعدة في تأسيس الشركة.
وفي أبريل من عام 1968 ، عرضت شركة كلينيك أول منتجاتها في العالم التي خضعت لإختبارات للحساسية وعددها 117 منتجا في ساكس فيفث أفينيو في نيويورك، الولايات المتحدة الأمريكية . 

## المواقع العالمية
| أوروبا - أبخازيا - جزر أولاند - ألبانيا - أرمينيا - Andorra - النمسا - أذربيجان - بيلاروس - بلجيكا - البوسنة والهرسك - بلغاريا - كرواتيا - قبرص - قبرص الشمالية - التشيك - الدنمارك - إستونيا - جزر فارو - فنلندا - France - جورجيا - ألمانيا - جرينلاند - Gibraltar - اليونان - Guernsey - المجر - آيسلندا - Isle of Man - Éire - إيطاليا - Jersey - كازاخستان - قيرغيزستان - كوسوفو - لاتفيا - Liechtenstein - ليتوانيا - لوكسمبورغ - Македонија - Malta - Moldova - Monaco - الجبل الأسود - هولندا - النرويج - بولندا - Portugal - رومانيا - روسيا - Svalbard - صربيا - سلوفينيا - سلوفاكيا - أوسيتيا الجنوبية - إسبانيا - السويد - سويسرا - طاجيكستان - تركيا - تركمانستان - أوكرانيا - United Kingdom - Oʻzbekiston | الشرق الأوسط & أفريقيا - الجزائر - Angola - البحرين - بنين - Botswana - Burkina Faso - الكاميرون الفرنسية - جمهورية أفريقيا الوسطى - Congo - جمهورية الكونغو الديمقراطية - جيبوتي - مصر - ኤርትራ - إثيوبيا - Ghana - غينيا - غينيا بيساو - ایران - العراق - إسرائيل - ساحل العاج - الأردن - Kenya - الكويت - لبنان - Lesotho - ليبيريا - ليبيا - مدغشقر - مالاوي - مالي - موريتانيا - موريشيوس - المغرب - موزمبيق - ناميبيا - Niger - Nigeria - عمان - فلسطين - قطر - Réunion - رواندا - السعودية - السنغال - Seychelles - الصومال - جنوب أفريقيا - السودان - إسواتيني - ܣܘܪܝܐ - Tanzania - تونس - Uganda - الإمارات العربية المتحدة - اليمن - Zambia - Zimbabwe | آسيا والمحيط الهادئ - افغانستان - Australia - بنغلاديش - بوتان - Brunei - كمبوديا - الصين - تيمور الشرقية - Viti - Guam - هونغ كونغ - الهند - Indonesia - اليابان - كوريا الجنوبية - ປະເທດລາວ - ماكاو - Malaysia - المالديف - منغوليا - ميانمار - نيبال - كاليدونيا الجديدة - New Zealand - پاکستان - الفلبين - سنغافورة - ශ්‍රී ලංකාව - تايوان - تايلاند - فيتنام | الأمريكتان - Argentina - Aruba - Bahamas - Barbados - Bolivia - البرازيل - Canada - Chile - Colombia - Costa Rica - Cuba - Dominica - جمهورية الدومينيكان - Ecuador - El Salvador - Grenada - Guadeloupe - Guatemala - Guyana - هايتي - Honduras - Jamaica - Martinique - المكسيك - جزر الأنتيل الهولندية - Nicaragua - بنما - Paraguay - Puerto Rico - بيرو - Suriname - Trinidad and Tobago - United States - Uruguay - Venezuela |  |

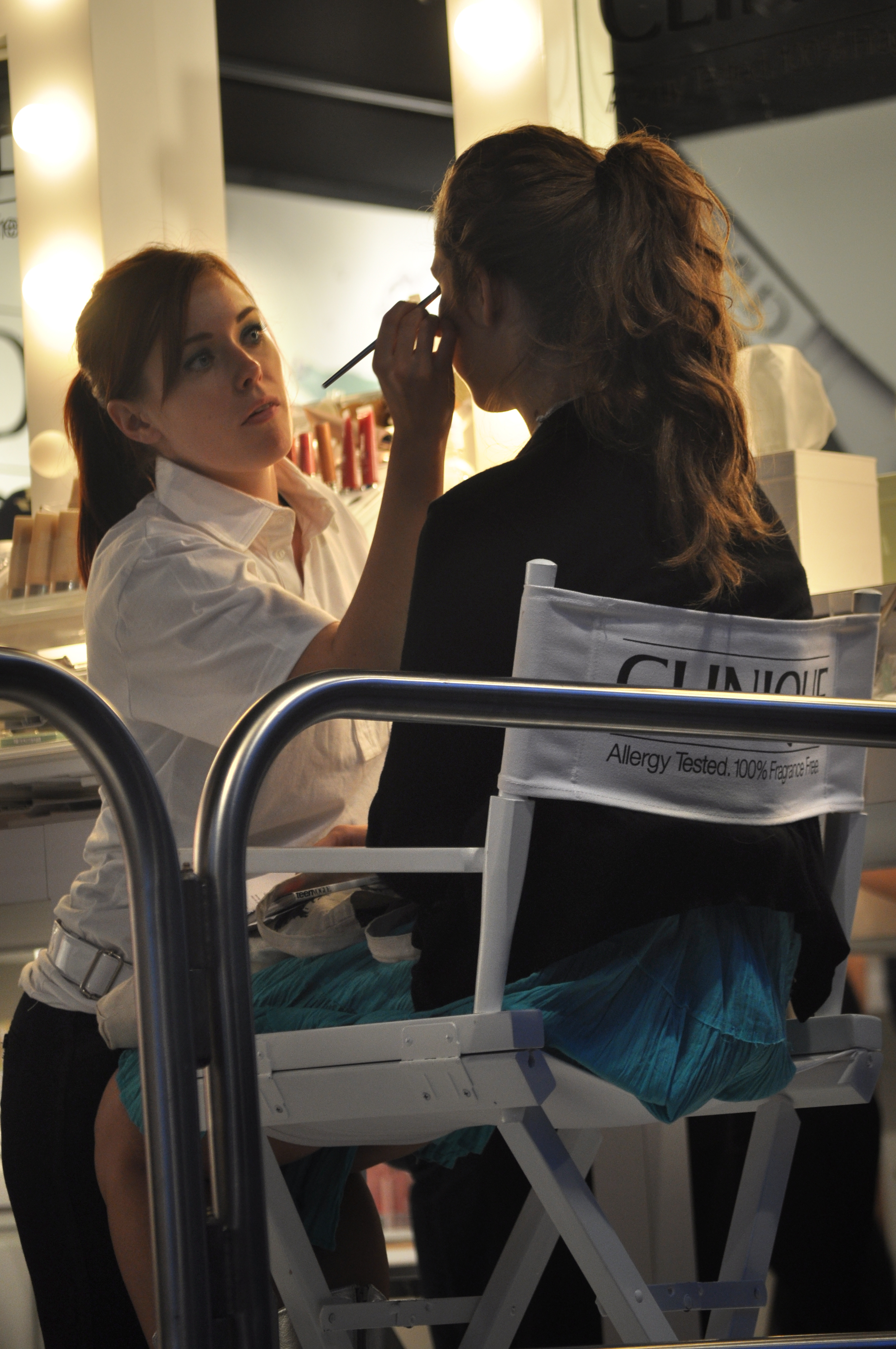
كلينيك

## وصلات خارجية
- Clinique's Official International Website